# National Research Council (Vereinigte Staaten)
Der National Research Council (NRC, deutsch Nationaler Forschungsrat) der USA ist eine private Non-Profit-Organisation und eine der vier Nationalen Akademien der USA. Er organisiert den größten Teil der Forschungen, die im Namen der National Academy of Sciences und der National Academy of Engineering durchgeführt werden.
Der NRC mit Sitz in Washington, D.C. wurde 1916 als Reaktion auf den Ersten Weltkrieg zur Förderung militärisch orientierter Forschung gegründet. Im Jahr 1918 wurde die dauerhafte Existenz des NRC formal durch die Executive Order 2859 von Woodrow Wilson bestätigt. Nach Kriegsende wurde er nach und nach vom Militär entkoppelt.
Heute wird er gemeinsam von der National Academy of Sciences (NAS), der National Academy of Engineering (NAE) und der National Academy of Medicine (NAM) verwaltet. Seine Arbeit wird durch einen Vorstand (governing board) geführt und durch ein Exekutivkomitee beaufsichtigt. In beiden Gremien hat der Präsident der NAS den Vorsitz; sein Stellvertreter ist jeweils der Präsident der NAE. Die Mitglieder dieser Gremien gehören ebenfalls der NAS, der NAE oder der NAM an.
Seine Aufgaben sieht der NRC darin, die Politik zu beraten, den allgemeinen Bildungsstand zu erhöhen und die Forschung in den Bereichen der Naturwissenschaft, des Ingenieurwesens, der Technologie und des Gesundheitswesens zu fördern sowie deren Ergebnisse zu verbreiten.